# Грепи (Монца и Бријанца)
Грепи је насеље у Италији у округу Монца и Бријанца, региону Ломбардија.
Према процени из 2011. у насељу је живело 445 становника. Насеље се налази на надморској висини од 212 м.